# Рукомет за жене на Летњим олимпијским играма 1984.
Рукометни турнир за жене на Олимпијским играма у Лос Анђелесу 1984. одржан је трећи пут у периоду од 1. августа до 9. августа.
На турниру је учествовало 6 репрезентација. Играло се у једној групи по једноструком бод систему (свако са сваким по једну утакмицу). Пласман у оквиру групе био је и коначан редослед екипа у рукомету за жене на олимпијским играма. У случају истог броја бодова одлучивао је међусобни сусрет.

## Резултати
| Датум     | Време | 1. екипа         | Резултат | 2. екипа         |
| --------- | ----- | ---------------- | -------- | ---------------- |
| 1. август | 18,30 | Јужна Кореја     | 23 : 22  | Аустрија         |
|           | 20,00 | Југославија      | 20 : 19  | Западна Немачка  |
|           | 20,00 | Сједињене Државе | 25 : 22  | Кина             |
| 3. август | 18,30 | Југославија      | 30 : 15  | Аустрија         |
|           | 20,00 | Кина             | 20 : 19  | Западна Немачка  |
|           | 20,00 | Јужна Кореја     | 29 : 27  | Сједињене Државе |
| 5. август | 18,30 | Западна Немачка  | 18 : 17  | Аустрија         |
|           | 20,00 | Кина             | 24 : 24  | Јужна Кореја     |
|           | 20,00 | Југославија      | 33 : 20  | Сједињене Државе |
| 7. август | 18,30 | Кина             | 21 : 16  | Аустрија         |
|           | 20,00 | Југославија      | 29 : 23  | Јужна Кореја     |
|           | 20,00 | Западна Немачка  | 18 : 17  | Сједињене Државе |
| 9. август | 18,30 | Сједињене Државе | 25 : 21  | Аустрија         |
|           | 20,00 | Јужна Кореја     | 26 : 17  | Западна Немачка  |
|           | 20,00 | Југославија      | 31 : 25  | Кина             |

### Табела
| Пласман | Екипа            | У | П | Н | Г | ДГ  | ПГ  | ГР  | Бодови |
| ------- | ---------------- | - | - | - | - | --- | --- | --- | ------ |
| 1.      | Југославија      | 5 | 5 | 0 | 0 | 143 | 102 | +41 | 10     |
| 2.      | Јужна Кореја     | 5 | 3 | 1 | 1 | 125 | 119 | +6  | 7      |
| 3.      | Кина             | 5 | 2 | 1 | 2 | 112 | 115 | -3  | 5      |
| 4.      | Западна Немачка  | 5 | 2 | 0 | 3 | 91  | 100 | -9  | 4      |
| 5.      | Сједињене Државе | 5 | 2 | 0 | 3 | 114 | 123 | -9  | 4      |
| 6.      | Аустрија         | 5 | 0 | 0 | 5 | 91  | 119 | -28 | 0      |

Легенда:
 У = утакмица, П = победа, Н = нерешено
Г = пораз, ДГ = дати голови, ПГ = примљени голови, ГР = гол-разлика

## Коначан пласман
| Злато  | Југославија      |
| Сребро | Јужна Кореја     |
| Бронза | Кина             |
| 4.     | Западна Немачка  |
| 5.     | Сједињене Државе |
| 6.     | Аустрија         |

## Састави екипа победница
| 1 | Југославија  | Јасна Птујец, Мирјана Огњеновић, Зорица Павичевић, Љубица Јанковић, Светлана Атанасовска, Светлана Китић, Емилија Ерчић, Аленка Цудерман, Светлана Мугоша, Мирјана Ђурица, Бисерка Вишњић, Славица Ђукић, Јасна Мердар-Колар, Љиљана Мугоша, Драгица Ђурић |
| 2 | Јужна Кореја | Ким Кјунг-Сун, Ли Сун-Еј, Џонг Хјои-Сун, Ким Ми-Сук, Хан Хва-Су, Ким Ок-Хва, Ким Чун-Рје, Џонг Сун-Пок, Јун Пјунг-Сун, Ли Јанг-Ђа, Сунг Кјунг-Хва, Јун Су-Кјунг, Сон Ми-Ха                                                                                 |
| 3 | Кина         | Ву Сингђијанг, Хе Ђанпинг, Џу Ђијефенг, Џанг Вејхунг, Гао Сјумин, Ванг Линвеј, Љу Липинг, Суен Сјулан, Љу Јумеј, Ли Лан, Ванг Мингсјинг, Чен Џен, Џанг Пејђин                                                                                              |